# 다면체
다면체(多面體, 영어: polyhedron)는 간단히 말해서 다각형들을 면으로 가지는 입체 도형이다.
기하학에서 다면체는 보통 틈이 없이 다각형의 변을 붙인 여러 개의 다각형을 조합한 3차원 입체를 말한다. 다면체는 볼록 다면체와 오목 다면체로 분류한다. 다면체의 어느 면을 연장해도 그 평면이 다면체의 내부를 자르지 않는 다면체를 '볼록다면체'(볼록하게 튀어나왔다고 하여 '볼록다면체'라고 하기도 한다)라고 하며, 각뿔과 정육면체가 여기에 속한다. 오목다면체는 어느 면을 연장할 경우 그 평면이 다면체의 내부를 자르게 된다. 현대 수학에서 다면체라 불리는 대상들을 전부 포괄할 수 있는 엄밀한 정의는 존재하지 않으나, 대부분의 정의에서 다면체는 다음의 각 차원별 구성 요소들로 이루어져 있다.

## 성질

### 이름
다면체의 이름은 보통 면의 숫자에 따라 정한다. 예를 들어, 4개의 면을 가진 정다면체를 정사면체라 하는 식이다. 때로는 간단한 다면체에 특수한 작업을 해서 다른 다면체를 얻었을 경우 깎은 정육면체 식으로 그 작업의 명칭을 덧붙이기도 한다.Szilassi 다면체처럼 사람의 이름이 붙는 경우도 있다.

### 변
복합 다면체가 아닌 경우, 변에 대해 다음의 두 쌍대 성질이 성립한다.
- 임의의 변은 정확히 두 꼭짓점을 연결한다.
- 임의의 변은 정확히 두 면을 연결한다.

### 오일러 지표
다면체가 가진 꼭짓점의 수를 V, 변의 수를 E, 면의 수를 F라 할 때, 다면체의 오일러 지표 χ는 V - E + F로 정의한다. 단일 연결 다면체의 오일러 지표는 언제나 2이다.

### 쌍대다면체
임의의 다면체에 대해 꼭짓점과 면의 위치가 뒤바뀐 쌍대다면체가 존재한다. 대체로 쌍대다면체는 구면 상반변환을 통해 얻을 수 있다.

### 꼭짓점 도형
각 꼭짓점에 대해 그곳으로 연결되는 꼭짓점들을 서로 연결해서 만들어지는 도형을 꼭짓점 도형(vertex figure)이라 한다. 꼭짓점 도형이 정다각형인 경우를 정꼭짓점이라고 부른다.

## 다면체의 분류와 용어
- 볼록 다면체 - 내부 전체가 볼록 집합을 이루는 다면체를 말한다. 보다 구체적으로는, 표면이 자기 자신과 교차하지 않으며, 표면에 속하는 임의의 두 점을 연결하는 선분이 표면이나 내부에 포함되는 경우이다. 이 조건을 다면체의 정의에 포함시켜, 볼록 다면체를 단순히 '다면체'라 부르는 경우도 있다.
- 오목 다면체 - 내부가 오목하게 들어가 있는 다면체를 말한다. 즉, 다면체의 한 꼭짓점에서 모이는 내각의 합이 360도 이상인 다면체를 뜻한다.
- 점추이 다면체 - 임의의 두 꼭짓점에 대해 하나를 다른 하나로 보내는 등거리변환이 존재하는 다면체. 즉 이는 등거리변환들이 꼭짓점들의 집합에 추이적으로 작용하는 경우이다.
- 변추이 다면체 - 임의의 두 변에 대해 하나를 다른 하나로 보내는 등거리변환이 존재하는 다면체.
- 면추이 다면체 - 임의의 두 면에 대해 하나를 다른 하나로 보내는 등거리변환이 존재하는 다면체.
- 정다면체 - 위의 점추이, 변추이, 면추이 조건을 모두 만족시키는 다면체이다. 따라서 정다면체의 모든 면은 전부 동일한 정다각형이다.
- 준정다면체 - 변추이지만 점추이, 면추이는 아닌 다면체를 말한다. 정의에 따라 준정다면체의 각 면은 정다각형이다. 변추가 아닌 변점추및 면추이 다면체는 쌍대 준정다면체라고 한다.
- 반정다면체- 점추이이며, 모든 면이 정다각형인 다면체를 말한다. (다르게 정의하는 경우도 많으므로 주의할 것.) 모든 꼭짓점이 정꼭짓점이며 변추이가 아닌 면추이 다면체를 쌍대 반정다면체라고 한다.
- 고른 다면체 - 모든 면이 정다각형인 점추이 다면체. 즉 이는 정다면체, 준정다면체, 반정다면체 셋 중 하나에 해당한다. 쌍대 고른 다면체는 모든 꼭짓점이 정꼭짓점인 면추이 다면체이다.
- 귀한 다면체 - 점추이 및 면추이적인 다면체. 특정 다면체가 정다면체일 필요충분조건은 그것이 고르면서 귀하다는 것이다.

## 고른 다면체
H.S.M. 코제트는 1954년, 무한한 각기둥과 엇각기둥 말고는 75 종류의 고른 다면체가 있다고 추측했다. 이 추측은 후에 J. 스킬링이 증명하였다.
- 9개의 정다면체
  - 5개의 볼록 정다면체 - 플라톤의 다면체
  - 4개의 오목 정다면체 - 케플러-푸앵소 다면체
- 15개의 준정다면체
  - 13개의 볼록 준정다면체
  - 2개의 오목 준정다면체
- 반정다면체
  - 볼록 반정다면체
    - 무한한 수의 각기둥과 엇각기둥
    - 11개의 그밖의 볼록 반정다면체

  - 40개의 오목 반정다면체

## 일반화

### 무한다면체
고전적인 다면체는 유한한 유계 영역을 감싸는, 꼭짓점과 변들로 구획된 표면이다. 이 표면을 한없이 확장한 것을 무한다면체라 한다. 다음과 같은 예가 있다:
- 평면의 쪽 맞추기.
- 무한 꼬인 다면체.

한 차원 낮은 유사한 대상으로 무한각형이 있다.

### 복소다면체
3차원 유니타리 공간에 포함된 다면체로, 실수 차원으로는 6차원이다. Coxeter(1974)를 참고할 것.

## 같이 보기
- 아르키메데스의 다면체 - 2개의 볼록 준정다면체와 11개의 볼록 반정다면체
- 존슨의 다면체
- 다면체의 복합체
- 초입방면체

## 참고 자료
- Coxeter, H.S.M.; Regular complex Polytopes, CUP (1974).
- Cromwell, P.;Polyhedra, CUP hbk (1997), pbk. (1999).
- Grünbaum, B.; Polyhedra with Hollow Faces, Proc of NATO-ASI Conference on Polytopes ... etc. (Toronto 1993), ed T. Bisztriczky et al, Kluwer Academic (1994) pp. 43-70.
- Grünbaum, B.; Are your polyhedra the same as my polyhedra? Discrete and comput. geom: the Goodman-Pollack festschrift, ed. Aronov et al. Springer (2003) pp. 461-488. (pdf 보관됨 2016-08-03 - 웨이백 머신)
- Pearce, P.; Structure in nature is a strategy for design, MIT (1978)

## 더 읽을 것

### 고등학교 수준에서 읽을 수 있는 책
- Cromwell, P.; Polyhedra, CUP hbk (1997), pbk. (1999).
- Cundy, H.M. & Rollett, A.P.; Mathematical models, 1st Edn. hbk OUP (1951), 2nd Edn. hbk OUP (1961), 3rd Edn. pbk Tarquin (1981).
- Holden; Shapes, space and symmetry, (1971), Dover pbk (1991).
- Pearce, P and Pearce, S: Polyhedra primer, Van Nost. Reinhold (May 1979), ISBN-10: 0442264968, ISBN-13: 978-0442264963.
- Tarquin publications 보관됨 2008-01-18 - 웨이백 머신: books of cut-out and make card models.
- Wenninger, M.; Polyhedron models for the classroom, pbk (1974)
- Wenninger, M.; Polyhedron models, CUP hbk (1971), pbk (1974).
- Wenninger, M.; Spherical models, CUP.
- Wenninger, M.; Dual models, CUP.

### 학부 수준
- Coxeter, H.S.M. DuVal, Flather & Petrie; The fifty-nine icosahedra, 3rd Edn. Tarquin.
- Coxeter, H.S.M. Twelve geometric essays. Republished as The beauty of geometry, Dover.
- Thompson, Sir D'A. W. On growth and form, (1943). (not sure if this is the right category for this one, I haven't read it).

### 설계 및 건축을 중심으로
- Critchlow, K.; Order in space.
- Pearce, P.; Structure in nature is a strategy for design, MIT (1978)
- Williams, R.; The geometrical foundation of natural structure, Dover (1979).

### 전문 서적
- Coxeter, H.S.M.; Regular Polytopes 3rd Edn. Dover (1973).
- Coxeter, H.S.M.; Regular complex polytopes, CUP (1974).
- Lakatos, Imre; Proofs and Refutations, Cambridge University Press (1976) - discussion of proof of Euler characteristic
- Several more to add here.

### 역사적 자료
- Brückner, Vielecke und Vielflache (Polygons and polyhedra), (1900).
- Fejes Toth, L.;